# Frauke Gerlach

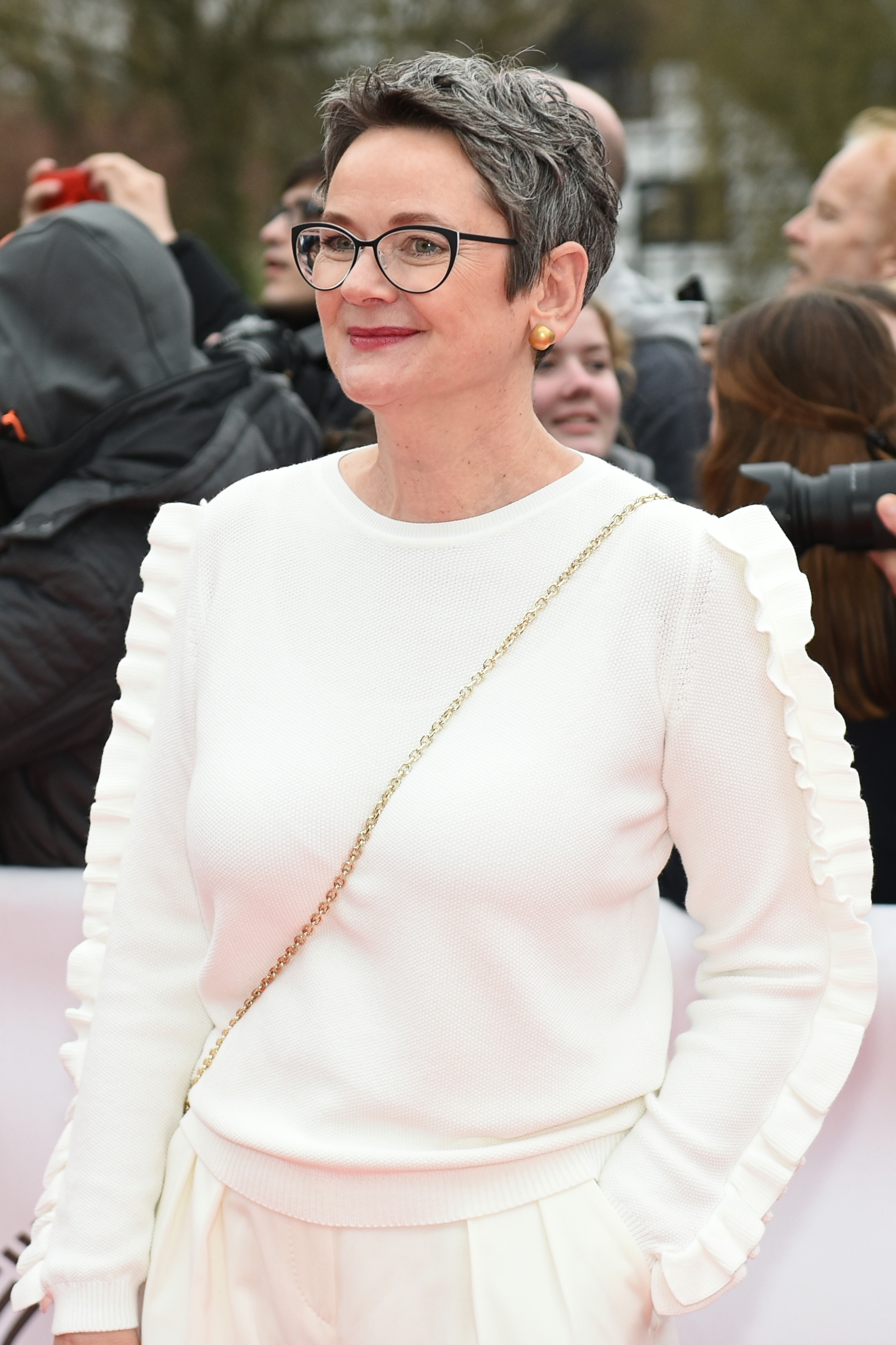
Frauke Gerlach (2019)

Frauke Gerlach (* 16. März 1964 in Kiel) ist eine deutsche Juristin. Sie war bis 2024 die Direktorin des Grimme-Instituts.

## Leben und Wirken
Frauke Gerlach studierte Rechtswissenschaften an der Universität Kiel und der Universität Göttingen, schloss ihr Studium mit dem ersten Staatsexamen ab und absolvierte das Rechtsreferendariat in Hannover, wo sie ihr zweites Staatsexamen ablegte.  Von 1998 bis 2014  fungierte sie als Justiziarin der Landesfraktion Bündnis 90/Die Grünen im Landtag Nordrhein-Westfalen. Von 2005 bis 2007 übernahm sie Lehraufträge an der Universität Siegen. 2010 promovierte sie an ebendieser Universität mit einer politikwissenschaftlichen Dissertation zum Thema „[Media Governance] Moderne Staatlichkeit in Zeiten des Internets – Vom Rundfunkstaatsvertrag zum medienpolitischen Verhandlungssystem“ zur Dr. phil.
Von 2005 bis 2014 war Frauke Gerlach Vorsitzende der Medienkommission der Landesanstalt für Medien Nordrhein-Westfalen. Von 2005 bis 2008 hatte sie den Vorsitz des Vereins Médaille Charlemagne pour les Médias Européens inne und leitete von 2008 bis 2014 dessen Kuratorium. Von 2010 bis 2014 war Frauke Gerlach Vorsitzende des Aufsichtsrats der Film- und Medienstiftung NRW (vormals Filmstiftung Nordrhein-Westfalen). Von 2011 bis 2014 saß sie als Vorsitzende im Aufsichtsrat des Grimme-Instituts. 2014 legte sie all diese Ämter nieder, um den Direktorenposten im Grimme-Institut zu übernehmen. Seit 2014 fungiert sie als dessen Direktorin und Geschäftsführerin, ebenso als Geschäftsführerin des Grimme-Forschungskollegs. Ende 2023 wurde bekanntgegeben, dass sie ihren zum 1. Mai 2024 auslaufenden Fünfjahresvertrag nicht verlängern werde.

## Veröffentlichungen, Interviews (Auswahl)
- Marc Jan Eumann, Frauke Gerlach, Tabea Rößner, Martin Stadelmaier (Hrsg.): Medien, Netz und Öffentlichkeit: Impulse für die digitale Gesellschaft. Klartext Verlag, Essen 2013, ISBN 978-3-8375-1020-1.
- Frauke Gerlach: Zum öffentlich-rechtlichen Rundfunk: „Für Vertrauen muss immer wieder gekämpft werden.“ Gespräch mit Sebastian Wellendorf. In: Deutschlandfunk @mediasres 2018.[8]
- [Media Governance], moderne Staatlichkeit in Zeiten des Internets: vom Rundfunkstaatsvertrag zum medienpolitischen Verhandlungssystem. Springer Gabler Verlag, Wiesbaden 2019, ISBN 978-3-658-24075-2.
- Frauke Gerlach (Hrsg.): Medienqualität. Diskurse aus dem Grimme-Institut zu Fernsehen, Internet und Radio. Transcript-Verlag, Bielefeld 2020, ISBN 978-3-8394-5002-4.
- Gespräch zwischen der Direktorin des Grimme-Instituts, Frauke Gerlach, und dem Moderator des Grimme Online Award 2020.[9]
- Frauke Gerlach und Christiane Eilders (Hrsg.): #meinfernsehen 2021 – Bürgerbeteiligung: Wahrnehmungen, Erwartungen und Vorschläge zur Zukunft öffentlich-rechtlicher Medienangebote. Nomos, Baden-Baden 2022.